# Pohranice
Pohranice és un poble i municipi d'Eslovàquia que es troba a la regió de Nitra, al sud-oest del país. Compta amb una població de 1.109 habitants (2022).

## Història
La primera menció escrita de la vila es remunta al 1075.

## Demografia
| Godina             | 1994 | 2004   | 2014   | 2024   |
| ------------------ | ---- | ------ | ------ | ------ |
| Nombre de persones | 1083 | 1069   | 1077   | 1103   |
| Diferència         |      | −1,29% | +0,74% | +2,41% |

| Godina             | 2023 | 2024   |
| ------------------ | ---- | ------ |
| Nombre de persones | 1094 | 1103   |
| Diferència         |      | +0,82% |